# Dipartimento dei trasporti del Texas
Il Dipartimento dei trasporti del Texas (in inglese Texas Department of Transportation) abbreviato TxDOT è un'agenzia governativa statunitense responsabile delle politiche infrastrutturali nello Stato del Texas. 
Ha sede ad Austin nel Dewitt C. Greer Building.